# Derwent (rzeka w Yorkshire)
Derwent (ang. River Derwent) – rzeka w północno-wschodniej Anglii, w hrabstwie North Yorkshire, w dolnym biegu wytyczająca granicę z hrabstwem East Riding of Yorkshire. Długość rzeki wynosi 116 km, a powierzchnia dorzecza – 2057 km².
Źródła rzeki znajdują się na wzgórzu Fylingdales Moor, na terenie parku narodowego North York Moors, na wysokości 260 m n.p.m., około 10 km od wybrzeża Morza Północnego. Rzeka płynie w kierunku południowo-zachodnim, przepływa przez miasto Malton. Uchodzi do rzeki Ouse na wysokości 10 m n.p.m., nieopodal Barmby on the Marsh.